# Actes de la Société Linnéenne de Bordeaux
Actes de la Société Linnéenne de Bordeaux (abreviado Actes Soc. Linn. Bordeaux) fue una revista ilustrada con descripciones botánicas que fue editada por la Sociedad Linneana de Burdeos. Se publicaron 58 números en los años 1830-1908. Fue precedida por Bull. Hist. Nat. Soc. Linn. Bordeaux.